# Holstentor-Lichtspiele
Die Holstentor-Lichtspiele waren ein Lübecker Kino in der Moislinger Allee.

## Circus Reuterkrug

Der Reuterkrug

Anzeige für Filmvorführungen im Reuterkrug, 1. Dezember 1897

Seit dem Jahre 1655 existierte die Gastwirtschaft Reuterkrug in der Lübecker Vorstadt St. Lorenz. Im Jahre 1879 erhielt sie eine Erweiterung in Gestalt eines Saalbaus für Veranstaltungen und Zirkusgastspiele. Im sogenannten Circus Reuterkrug an der Moislinger Allee 18a, zu jener Zeit im Besitz von Friedrich Wilhelm Rittscher, fand am 1. Dezember 1897 erstmals eine Kinovorstellung statt. Die erhaltenen Zeitungsanzeigen legen nahe, dass Oskar Messter selbst die Filme vorführte; die Presseberichte erwähnen seinen Namen jedoch nicht.
In den Folgejahren waren Filmvorführungen häufig Bestandteil der Varietéprogramme im Reuterkrug, ohne allerdings zu einer eigenständigen Attraktion zu werden.
Am 1. November 1904 wurde der Circus Reuterkrug durch ein Feuer zerstört. Rittscher ließ an gleicher Stelle ein erheblich größer dimensioniertes Operetten- und Varietétheater erbauen.

## Hansa-Theater

Anzeige für eine Kinovorstellung im Hansa-Theater vom 28. Oktober 1913

Am 1. März 1906 wurde das Hansa-Theater eröffnet, ein repräsentativ ausgestattetes Haus mit 2000 Sitzplätzen. Auch im neuen Theater fanden wieder in die Varietévorstellungen integrierte Filmvorführungen statt, die jedoch ein Programmpunkt unter vielen blieben. Das Hansa-Theater war hauptsächlich Operettenbühne. Entsprechend den Lübecker Gesetzen durfte es, damit dem städtischen Theater keine Konkurrenz erwuchs, ausschließlich der leichten Muse zugeordnete Stücke aufführen, die keinerlei belehrenden oder aufbauenden Charakter haben durften. Zusätzlich galt ein Spielverbot für Bühnenstücke während der laufenden Spielzeit des Stadttheaters.
Da unter diesen Umständen der Betrieb eines kostenintensiven Varieté- und Operettentheaters wenig profitabel war, versuchten die Erben des 1909 verstorbenen Rittscher von der Popularität der Lichtspielhäuser zu profitieren, indem sie im Zuge einer Renovierung 1913 einen Filmvorführraum einbauen ließen und unter dem Namen "Cines" Hansa-Theater eigenständige Kinovorstellungen einführten. Der Erfolg war jedoch gering, und nach Ende der Spielzeit wurde das Cines wieder aufgegeben.

## Hansatheater-Lichtspiele

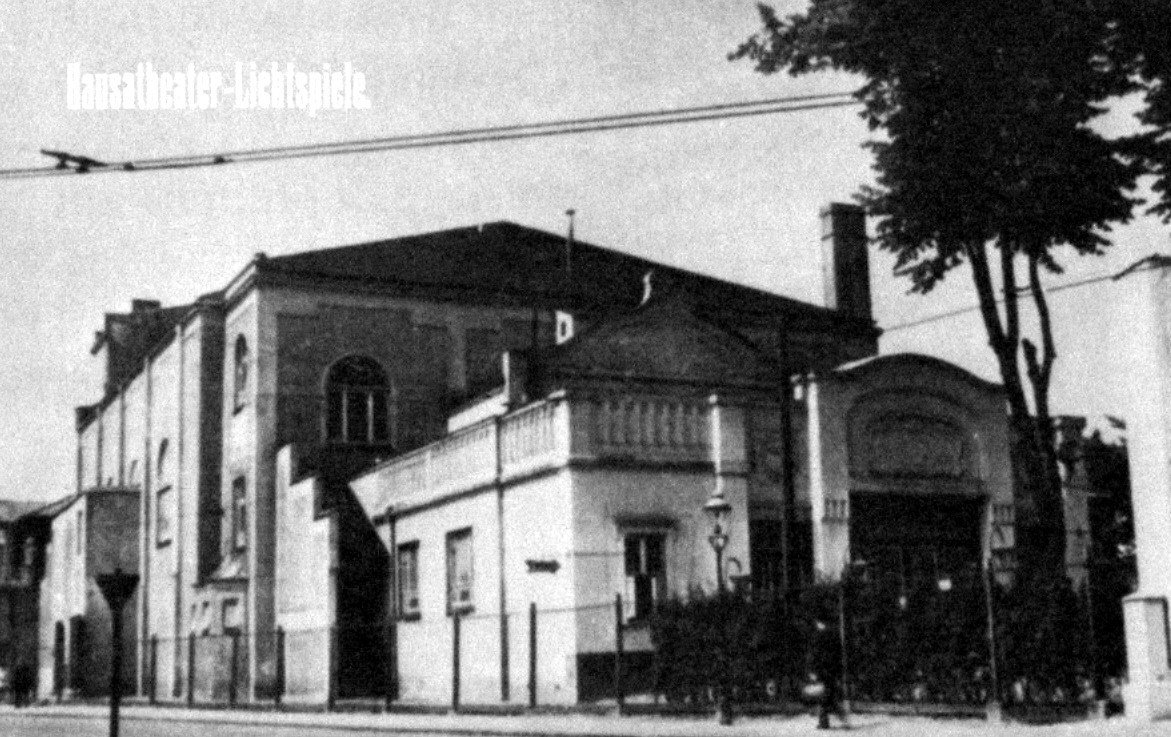
Die Hansatheater-Lichtspiele 1927

Nach dem Ersten Weltkrieg erwarb der Hamburger Geschäftsmann Albert Hübener das Hansa-Theater. 1924 übergab er die Direktion an den Lübecker Reinhold Werschky, der das unwirtschaftliche Theater zum Großkino umbauen ließ. Am 1. Februar 1925 eröffneten die Hansatheater-Lichtspiele. Die weiterhin vorhandene Theaterbühnentechnik wurde vorwiegend in den Sommermonaten verwendet, wenn das Kino Spielpause hatte und stattdessen Revuen, Theaterstücke oder andere Veranstaltungen stattfanden.
Werschky leitete die Hansatheater-Lichtspiele bis August 1928. Dann versuchte der Sohn des zwischenzeitlich verstorbenen Eigentümers, das Haus noch einmal als Operettenbühne zu betreiben, was jedoch ohne Erfolg blieb. Anfang 1929 verpachtete Hübener das Hansatheater an die Deutsche Lichtbild-Gesellschaft.

## Delta-Palast

Eröffnungsanzeige des Delta-Palastes vom 15. September 1929

Die DLG ließ das Lichtspielhaus komplett modernisieren und Tonfilmapparaturen installieren. Am 16. September 1929 erfolgte mit einem Festakt die Wiedereröffnung unter dem neuen Namen Delta-Lichtspiele. Das umgebaute, aufwendig ausgestattete Haus verfügte über 1200 Plätze und war mit Platzanweiserinnen, Foyers und Garderoben im Stil eines klassischen Theaters eingerichtet, was den Kinobesuch zu einem besonderen Ereignis auf dem Niveau eines Theaterbesuchs machte. Neben der Stadthalle galt der Delta-Palast in den kommenden Jahren als das angesehenste Kino der Stadt, in dem auch die Mehrzahl der Lübecker Erstaufführungen neuer Filme stattfand.
Im Gefolge der Weltwirtschaftskrise verkaufte die DLG den Delta-Palast am 11. Oktober 1930 an Arnold Mest, der bereits die U.T.-Lichtspiele leitete und dessen Vater Artur Mest Eigentümer des in Magdeburg ansässigen Kinokonzerns Kammerlichtspiele GmbH mit zahlreichen Lichtspielhäusern war.
Zunächst war der Delta-Palast nur als sogenanntes Regietheater vertraglich an den Mest-Konzern gebunden, ging dann aber zusammen mit den U.T.-Lichtspielen vollständig in das Eigentum der Kammerlichtspiele GmbH über. Neuer Geschäftsführer wurde bis 1942 der Konzernmitarbeiter Kurt Schulz. Da der Mest-Konzern als bedeutendes Kinounternehmen bei Filmverleihern bessere Konditionen erhielt als unabhängige Lichtspielhäuser, konnte der Delta-Palast mit dem attraktivsten Kinoprogramm Lübecks aufwarten.
1942 wurde die 1935 erlassene Verordnung zum Schutze der Klein- und Mittelbetriebe unter den deutschen Filmtheatern verschärft. Fortan durfte kein Unternehmen – mit ausdrücklicher Ausnahme der Ufa – mehr als vier Kinos besitzen; die Zahl verringerte sich weiter, wenn sich unter den Kinos ein oder mehrere Häuser mit mehr als 800 Plätzen befanden. Der Mest-Konzern musste den Delta-Palast zwangsweise an die Ufa abtreten.
Den Zweiten Weltkrieg überstand der Delta-Palast ohne Schäden und wurde an Arthur Mests Witwe Gertrud, die nunmehr die Kammerlichtspiele GmbH leitete und 1949 nach Lübeck übersiedelte, zurückerstattet. Allerdings musste das Lichtspielhaus, das nach wie vor über eine komplette Theaterbühneneinrichtung verfügte, zunächst seine Einrichtungen mit dem Lübecker Stadttheater teilen, dessen Räumlichkeiten von der britischen Besatzungsmacht beschlagnahmt waren.

## Holstentor-Lichtspiele

Anzeigen-Logo der Holstentor-Lichtspiele, 1952

Durch die Vernachlässigung während des Krieges und in der unmittelbaren Nachkriegszeit war der Delta-Palast zu Beginn der 1950er Jahre in schlechtem Zustand und renovierungsbedürftig. Gertrud Mest wünschte den im Herbst 1952 auslaufenden Pachtvertrag nicht zu verlängern. Die Ufa bekundete daraufhin Interesse an einer Übernahme des Lichtspielhauses, aber der Eigentümer, Hans Hübener, verpachtete das Kino an Kurt Wittenberg, der bereits die Burgtor-Lichtspiele führte.
Bei den Umbauten, die am 30. September 1952 begannen und fünf Wochen in Anspruch nahmen, wurde das Innere des Kinosaals komplett modernisiert und im Stil der 50er Jahre neugestaltet. Die Zahl der Plätze wurde auf 974 verringert; als Filmprojektoren wurden die seinerzeit neuesten Ernemann X-Geräte installiert. Die Bühnentechnik blieb erhalten, da Wittenberg der Tradition des Hauses folgend auch weiterhin Showprogramme und Auftritte von bekannten Unterhaltungskünstlern bieten wollte. Die Wiedereröffnung unter dem Namen Holstentor-Lichtspiele erfolgte am 7. November.
1968 übernahmen die Witwe von Hans Hübener, Theresia Hübener, und Siegfried Stanitz, der seit 1954 das Kino als Geschäftsführer für Wittenberg geleitet hatte, als Hübener & Stanitz OHG die Holstentor-Lichtspiele. Mittlerweile befanden sich die Lichtspielhäuser in einer allgemeinen Krise, hervorgerufen durch die Konkurrenz anderer Freizeitangebote und durch unattraktive Filmangebote. Da Stanitz keinem Kinokonzern angehörte, erhielt er überdies nicht die publikumswirksamsten Filme; ein umfangreiches Aufgebot an Personal konnte er nicht mehr finanzieren und betrieb die Holstentor-Lichtspiele zu dritt mit seiner Ehefrau und einer Angestellten.
Im Frühjahr 1971 ließ Stanitz einen kleinen zusätzlichen Kinosaal mit 125 Plätzen in die vorhandenen Räumlichkeiten einbauen, der den Namen Bambi erhielt. Auf diese Weise entstand ein Doppelkino, das zugleich das erste Kinocenter Schleswig-Holsteins war. Im Bambi liefen vorwiegend die zu jener Zeit populären Softsex-Filme, die sich als profitabel erwiesen und daraufhin auch im Hauptsaal gezeigt wurden.
1979 verkaufte die Erbengemeinschaft Hübener Grundstück und Gebäude; es stand fest, dass die Holstentor-Lichtspiele nach Auslaufen des Pachtvertrags abgerissen werden sollten. Nach einem letzten Anstieg der Zuschauerzahlen in den abschließenden Wochen, da Capitol und City wegen Umbauten zeitgleich geschlossen hatten, fand am 30. Dezember 1980 die letzte Filmvorstellung statt.